# أم الجرم
أم الجرم قرية صغيرة سعودية، تتبع محافظة خليص بمنطقة مكة المكرمة. تقع في شمال شرق مدينة جدة بمسافة نحو (90) كم. تمتاز بكثرة مزارعها حيث توجد أشجار النخيل على جوانب الوادي في صورة منظمة تتخللها مجموعة من نبات الأثل (الطرفاء)، وهي أحد أجزاء وادي غران الكبير.

## التاريخ
- | [أيقونة] | هذا القسم فارغ أو غير مكتمل. ساهم في توسيعه. (ديسمبر 2016) |